# Mecha Ortiz
Mecha Ortiz nome d'arte di María Mercedes Varela Nimo Domínguez Castro (Buenos Aires, 24 settembre 1900 – Buenos Aires, 20 ottobre 1987) è stata un'attrice argentina, una delle figure più rilevanti dell'epoca d'oro del cinema argentino, come anche del teatro e dopo della televisione.
Negli anni 1940 e 1950 è stata considerata la "Greta Garbo argentina". In teatro ha interpretato eroine come Saffo e Fedora, nonché anche Blanche Dubois e Juana Sajanasian.

## Biografia
Iniziò la carriera accanto ad Enrique di Rose e dopo lavorò con Florencio Parravicini. Debuttò in teatro nel 1929 ed ebbe la sua consacrazione teatrale nella stagione 1938 con Mujeres, di Claire Booth, al Teatro Smart.
Nel 1936 girò il suo primo film interpretando ruolo de La Rubia Mireya, accanto a Florencio Parravicini, Irma Córdoba e Santiago Arrieta, nel classico Los muchachos de antes no usaban gomina diretta da Manuel Romero. Anni dopo reinterpretó questo personaggio nel film La Rubia Mireya (1948) con Fernando Lamas diretta ancora da Manuel Romero.
Nel 1938 recitò accanto a Niní Marshall e Tito Lusiardo in Mujeres che trabajan e Con las alas rotas diretta da Orestes Caviglia e Maestro Lievita con Pepe Arias.
Partecipò a 35 film, emergendo in Margarita, Armando y su padre con Florencio Parravicini e Joven, viuda y estanciera. Nel 1943 la Lumiton produsse, con la regia di Carlos Hugo Christensen, Safo, historia de una pasión, adattamento da Alphonse Daudet, con Roberto Scalata, col quale realizzò El canto del cisne per il quale ottenne il premio Cóndor d'argento alla migliore attrice.
Fu protagonista in film come Una mujer sin importancia con Santiago Gómez Cou, El precio de una vida (trascrizione libera da Fedora, di Felicien Sardou), Camino del infierno di Luis Saslavsky con Pedro López Lagar, Amelia Bence e Elsa O'Connor, Las tre ratas accanto ad Amelia Bence e María Duval, Madame Bovary, Cartas de amor, Pájaros de cristal, Mi vida por la tuya con Emma Gramatica, Deshonra di Daniel Tinayre con Fanny Navarro, El mal amor, La sombra de Safo, Bendita seas e Las Furias con Elsa Daniel, Aída Luz, Alba Mujica, Olga Zubarry, e in parti di secondo piano in film come El abuelo con Enrique Muiño, Mi novia es un fantasma con Mirtha Legrand e Bajo un mismo rostro di Daniel Tinayre con Mirtha e Silvia Legrand tra le altre.
Nel 1966 recitò in Las locas del conventillo di Fernando Ayala accanto ad Analía Gadé, Alberto de Mendoza e Olinda Bozán.
Il suo ritorno allo schermo avvenne un decennio dopo, nel 1976, accanto ad altri grandi attori, come Arturo García Buhr, Mario Soffici, Bárbara Mujica e Narciso Ibáñez Menta ne Los muchachos de antes no usaban arsénico e in due film di Leopoldo Torre Nilsson come Boquitas pintadas e Piedra libre, il suo ultimo ruolo cinematografico accanto a Marilina Ross e Luisina Brando.
Sul palcoscenico primeggiò in opere di Sem Benelli, Tennessee Williams, Sir James Barrie, Marcel Achard, Terence Rattigan e  Jean Anouilh, o come La señora Ana luce sus medallas (titolo argentino di La visita della vecchia signora di Friedrich Dürrenmatt), Un tram chiamato Desiderio (1952), una versione di Raymond Rouleau di Anna Karenina, La cama, La esposa constante, Asì es la vida, El caballo desmayado di Françoise Sagan con il giovane Miguel Angel Solá e in un spettacolo speciale ne El proceso de Mary Duggan diretta da Tinayre accanto a vecchie glorie del cinema argentino. Negli anni 1970 venne scritturata da Eduardo Bergara Leumann per Setenta pecados siete, una parodia di se stessa in 100 jóvenes años accanto a Jorge Luce, Tania e Gloria Montes.
Lavorò anche in televisione, dalla fine degli anni 1950, in cicli come: Estrellita, esa pobre campesina e speciali per la televisione: La señora Ana luce sus medallas, Rolando Rivas, taxista, Invitación a Jamaica, Aventura 77, Navidad en el año 2000 e ne El organito dei fratelli Discépolo.
Pubblicò le sue memorie con il titolo di Mecha Ortiz por Mecha Ortiz.
Morì a 87 anni il 20 ottobre 1987 a Buenos Aires.
Fu sposata con Julián Ortiz, un produttore agricolo argentino con il quale ebbe un figlio, Julián. Suo fratello José è stato direttore di teatro e sua sorella, Amanda Varela anche lei un'attrice. Era parente del presidente argentino Roberto M. Ortiz.

## Filmografia
- Aquel cine argentino (Treinta años sonoros) (1933-1963) (1984) (documentario)
- Piedra libre (1976)
- Los muchachos de antes no usaban arsénico (1976)
- La casa de las sombras (no estrenada comercialmente - 1976)
- Boquitas pintadas (1974)
- Las locas del conventillo (María y la otra) (1966)
- Bajo un mismo rostro (1962)
- Las furias (1960)
- La sombra de Safo (1957)
- Bendita seas (1956)
- El mal amor (1955)
- Pájaros de cristal (1955)
- El Abuelo (1954)
- Deshonra (1952)
- Mi vida por la tuya (1951)
- Cartas de amor (1951)
- La Rubia Mireya (1948)
- María de los Ángeles (1948)
- El precio de una vida (1947)
- Vacaciones (1947)
- Madame Bovary (1947)
- Las tres ratas (1946)
- Camino del infierno (1946)
- El canto del cisne (1945)
- Una mujer sin importancia (1945)
- Mi novia es un fantasma (1944)
- Safo, historia de una pasión (1943)
- El gran secreto (1942)
- Vidas marcadas (1942)
- Último refugio (1941)
- Joven, viuda y estanciera (1941)
- Margarita, Armando y su padre (1939)
- Mujeres que trabajan (1938)
- Con las alas rotas (1938)
- Maestro Levita (1938)
- Melgarejo (1937)
- Los muchachos de antes no usaban gomina (1936)